# Lionel Nathan de Rothschild
Pour les autres membres de la famille, voir Famille Rothschild.
Lionel Nathan de Rothschild (25 janvier 1882, Londres - 28 janvier 1942), est un banquier et homme politique britannique.

## Biographie
Fils de Leopold de Rothschild, il fait ses études à Harrow School et au Trinity College (Cambridge).
Il est membre de la Chambre des communes de 1910 à 1923.
Il devient associé gérant de la banque NM Rothschild & Sons.
Il est major dans la Royal Buckinghamshire Yeomanry.